# Friedrich Wilhelm von Kleist (diplomate)
Ne doit pas être confondu avec Friedrich Wilhelm von Kleist (militaire).
Pour les articles homonymes, voir Kleist.
Friedrich Wilhelm comte von Kleist (né le 15 juillet 1851 à Dubbertech, arrondissement de la principauté (de) et mort le 19 avril 1936 à Wendisch Tychow, arrondissement de Schlawe-en-Poméranie (de)) est un diplomate allemand.

## Famille
Friedrich Wilhelm comte von Kleist, fils aîné d'Ewald Heinrich Erdmann Bogislaff von Kleist-Wendisch Tychow (de) (1821-1892) et de son épouse Anna von Kleist (1826-1892).
Le 22 octobre 1879, il se marie avec la comtesse Léonie von Kospoth (de) (née le 12 septembre 1851 à Schön-Briese, arrondissement d'Œls et morte le  27 février 1927 à Wendisch Tychow), fille du seigneur August comte Kospoth et Charlotte, née v. Necker. Le couple a les enfants suivants :
- Ewald von Kleist-Wendisch Tychow (de) (1882–1953). Il est le dernier propriétaire de Wendisch-Tychow jusqu'en 1945.
- Sigurd (né en 1885)
- Gunnar (né en 1886)
- Diether von Kleist (de) (1890-1971). Il est officier et travaille comme préhistorien dans l'arrondissement de Schlawe-en-Poméranie (de).

## Biographie
Il étudie le droit à l'Université de Göttingen et y obtient son doctorat. Pendant ses études à Göttingen, il devient membre du Corps Saxonia Göttingen. Il choisit une carrière diplomatique, est attaché au ministère des Affaires étrangères, en 1877 à Rome, puis en 1878 consul général à Bucarest.
En automne 1879, il a été muté comme conseiller de légation à la légation de Lisbonne. Après avoir occupé d'autres postes diplomatiques, qui le conduisent à la légation de Stockholm et à la légation prussienne de Stuttgart, Friedrich Wilhelm, qui a hérité du titre de comte avec la propriété de Wendisch Tychow après la mort de son père, est nommé ministre résident à Caracas au Venezuela. C'est à l'époque où il y exerce ses fonctions que sont fondées la première communauté évangélique du Venezuela en janvier 1893 et l'école allemande de Caracas en 1894. En 1894, il obtient son départ du service diplomatique pour reprendre la propriété paternelle. C'est à son grand intérêt pour les meubles anciens que le manoir de Tychow, qu'il agrandit par une extension dans les années 1895/97, doit son précieux équipement en meubles anciens provenant du Portugal, de Suède et du sud de l'Allemagne. Elle est entièrement détruite en 1945. En 1906, Friedrich Wilhelm hérite des domaines de Kolochau et de Pölzen, dans la province de Saxe.